# フットプリンツ
フットプリンツ(英:Footprints)は、2002年10月14日にロンドンレコードから発売された、ホリー・ヴァランスのファーストアルバムである。

## 収録されているシングル
3曲収録されているが、元々は4番目かつ最後のシングルとなるはずだった「Tuck Your Shirt In」がリリースされる予定だった。しかし、前作の売り上げの不調により発売中止となり、そこから、2番目のアルバムのState of Mindの制作に取りかかった。

## 各国での売れ行き

### イギリス
このアルバムはイギリスでヒットを収め、UKアルバムチャート9位に入った。

### オーストラリア
彼女の母国であるオーストラリアでは35,000枚を超える販売を記録し、15位に入った。

### 日本
日本ではチャートでこそ19位にとどまったが、初週で159,606枚を売り上げた。ゴールドディスクを獲得し、その年の日本における洋楽最大のヒットのうちの一つとなった。

## 収録曲
Standard edition
1. "Kiss Kiss" (Juliette Jaimes、Aksu Sezen、Steve Welton-Jaimes) – 3:25
2. "Tuck Your Shirt In" (Joachim Björklund、Savan Kotecha) – 3:19
3. "Down Boy" (Rob Davis) – 3:26
4. "City Ain't Big Enough" (Joe Belmaati、Mich Hansen、Remee) – 3:38
5. "Cocktails and Parties" (Tom Nichols、Johnson Somerset) – 4:02
6. "Whoop" (B. Chapman、J. Hogarth、Karen Poole) – 3:24
7. "Hush Now" (Felix Howard、Nina Woodford、Fredrik Ödesjö) – 3:33
8. "All in the Mind" (F. Gordon、G. Saunders) – 3:47
9. "Harder They Come" (Rob Davis、Holly Valance) – 3:38
10. "Help Me Help You" (David Munday、Phil Thornalley、メラニー・チズム) – 3:36
11. "Naughty Girl" (Grant Black、Cozi Costi、Deborah Ffrench、Brio Taliaferro) – 3:23
12. "Connect" (Julian Gallagher、Tom Nichols、Richard Stannard) – 3:10
13. "Send My Best" (Tina Dickow、Valance) – 4:25
14. "Twist"  (Henrik Korpi、Mathias Johansson、Tom Nichols) – 3:46 (日本限定ボーナストラック)

Special edition enhanced CD
14. "Kiss Kiss" (ミュージックビデオ)
15. "Down Boy" (ミュージックビデオ)
16. "The Making of "Down Boy" (ビデオ)

## チャート
| チャート (2002) | 最高順位 |
| --------------- | -------- |
| オーストラリア  | 15位     |
| 日本            | 19位     |
| トルコ          | 17位     |
| イギリス        | 9位      |